# إدواردو غارسيا (مخرج أفلام)
إدواردو غارسيا (بالألمانية: Eduardo García Maroto) (و. 1903 – 1989 م) هو مخرج أفلام، وكاتب سيناريو، ومونتير، وممثل، ومصور سينمائي، ومنتج أفلام إسباني، ولد في خاين، توفي في مدريد، عن عمر يناهز 86 عاماً.

## وصلات خارجية
- إدواردو غارسيا على موقع IMDb (الإنجليزية)
- إدواردو غارسيا على موقع ألو سيني (الفرنسية)
- إدواردو غارسيا على موقع أول موفي (الإنجليزية)
- إدواردو غارسيا على موقع قاعدة بيانات الأفلام السويدية (السويدية)
- إدواردو غارسيا على موقع قاعدة بيانات الفيلم (الإنجليزية)
- إدواردو غارسيا على موقع كينوبويسك (الروسية)